# Пунта-де-Анага (маяк)
Маяк Пунта-де-Анага (исп. Faro Punta de Anaga) — действующий маяк на канарском острове Тенерифе, в муниципалитете Санта-Крус-де-Тенерифе. Пунта-де-Анага — самая северная точка острова, где горный хребет Анага спускается к морю.

## История
Маяк был построен в 1864 году. Это один из старейших маяков на Канарских островах. В том же году был открыт маяк Пунта-де-Хандия на Гран-Канарии.
Построенный в том же стиле, что и другие канарские маяки XIX века, он состоит из выбеленного одноэтажного дома с темной вулканической породой, использованной для каменной кладки. Двенадцатиметровая башня с двойной галереей примыкает к дому со стороны Атлантического океана.
На маяке до сих пор используется оригинальная линза Френеля, изготовленная парижской компанией Barbier, Benard, et Turenne. С фокусной высоты 247 метров (810 футов) над уровнем моря его свет можно увидеть на расстоянии 21 морской мили. Маяк обслуживается администрацией порта провинции Санта-Крус-де-Тенерифе (исп. Autoridad Portuaria de Santa Cruz de Tenerife), зарегистрирован под международным номером Адмиралтейства D2820 и имеет идентификатор NGA 113–23852.